# مشعلية مستديرة
مشعلية مستديرة (الاسم العلمي:Aethionema orbiculatum) هي نوع من النباتات تتبع جنس المشعلية من الفصيلة الصليبية.